# ألفارو مارسيلو غارسيا
ألفارو مارسيلو غارسيا (بالإسبانية: Álvaro García)‏ (13 يناير 1984 في الأوروغواي - ) هو لاعب كرة قدم أوروغواني في مركز حراسة المرمى. لعب مع ريفر بليت والتانك سيلي وCerro Largo F.C. ‏ وRocha F.C. ‏ وأتيناس دي سان كارولس وTacuary ‏ وTacuarembó F.C. ‏.

## وصلات خارجية
- ألفارو مارسيلو غارسيا على موقع قاعدة بيانات كرة القدم.إي يو (الإنجليزية)
- ألفارو مارسيلو غارسيا على موقع Soccerway.com (الإنجليزية)